# Mesorregión Metropolitana de Belém
La mesorregión Metropolitana de Belém es una de las seis mesorregiones del estado brasileño del Pará. Es formada por la unión de once municipios agrupados en dos microrregiones.

## Microrregiones
- Belém
- Castanhal

- Datos: Q682994